# Eschweiler (Renânia)

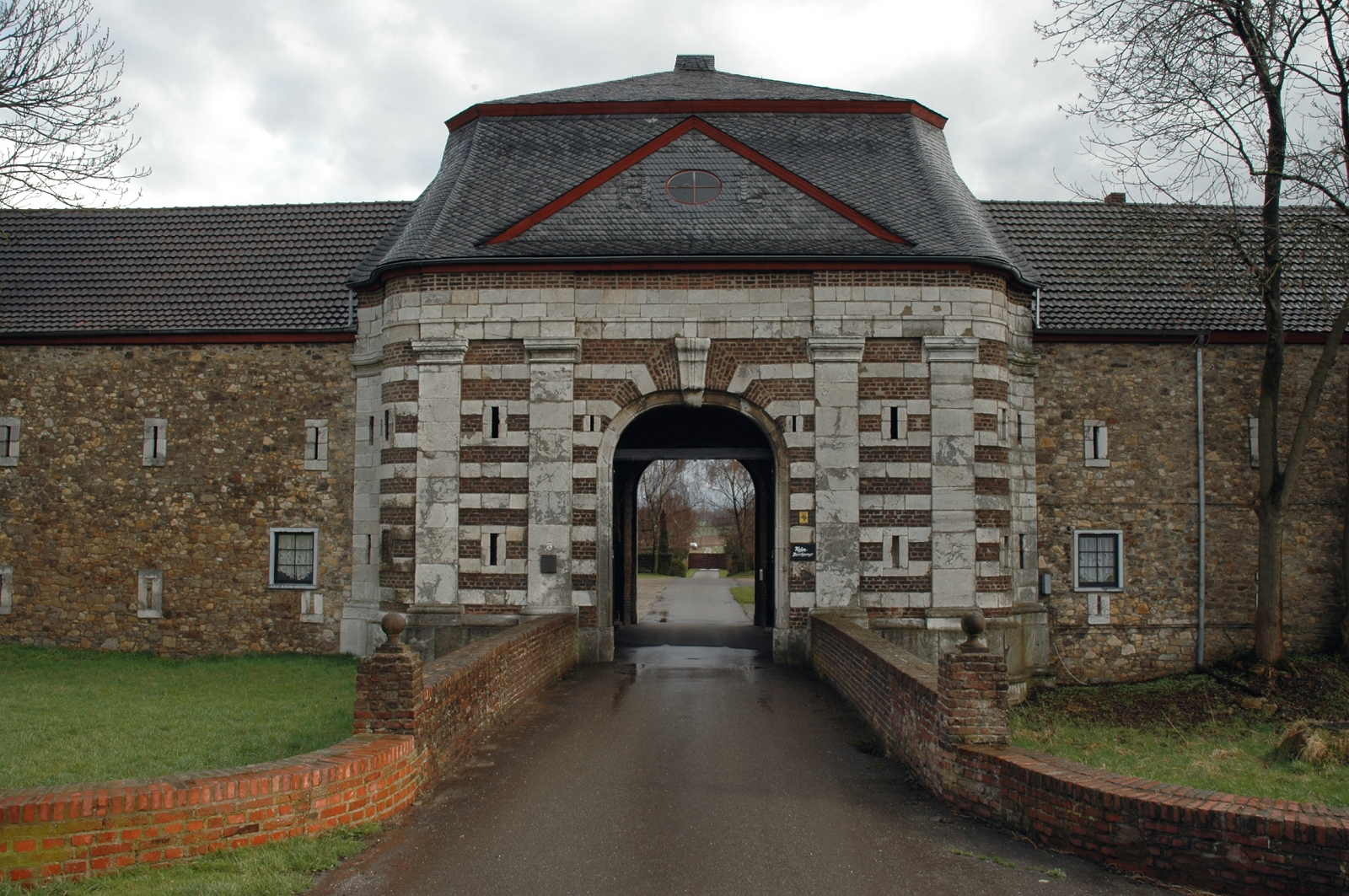
Castelo Palant.

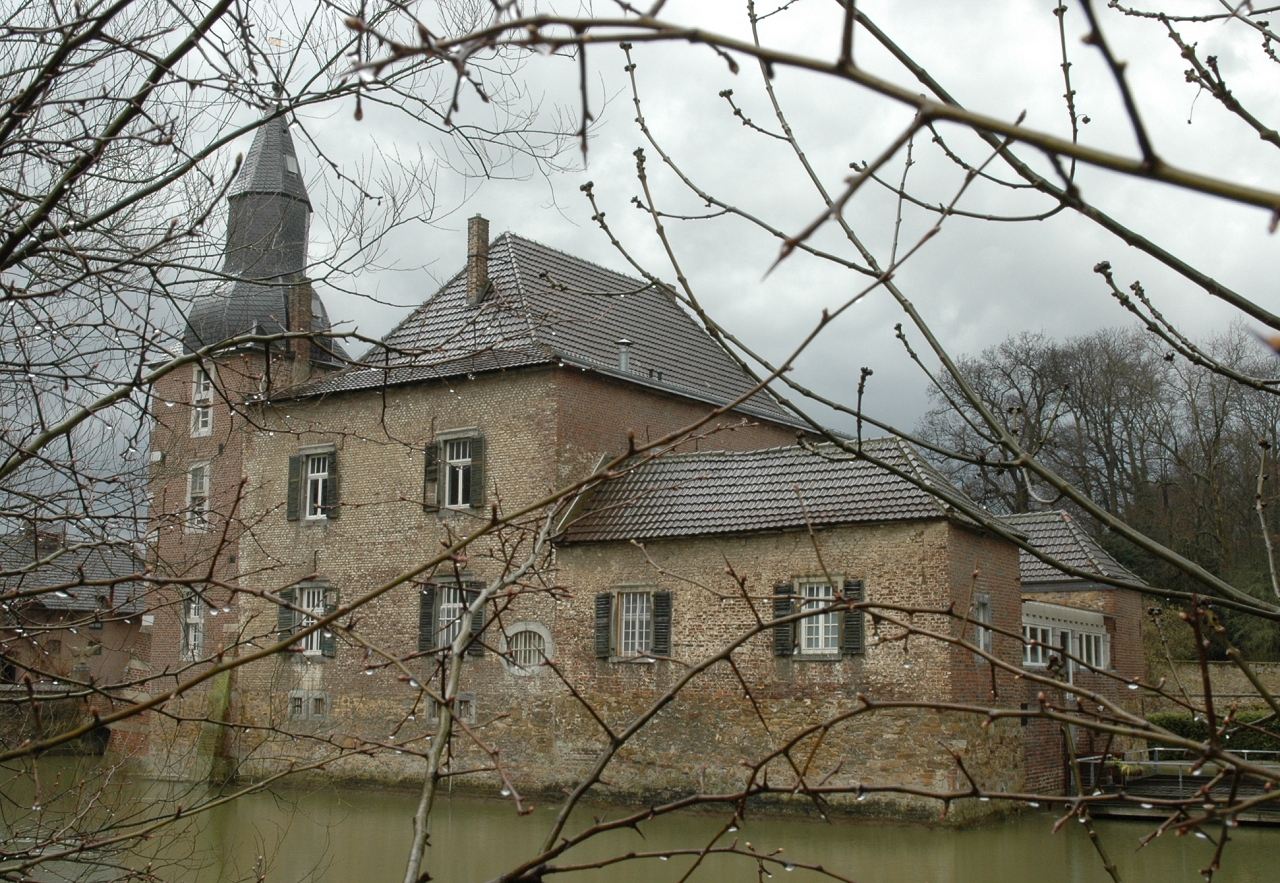
Castelo Kambach.

Eschweiler (latim fundus regius Ascvilare) é uma cidade da Alemanha, no Land de Nordrhein-Westfalen, situada à beira do rio Inde, rio que encontra o rio Rur.
A cidade de Eschweiler localiza-se entre Colônia e Aachen, e conta com 55646  habitantes (31 de dezembro de 2006). Eschweiler é a sede administrativa da vara, e é também sede de uma base militar. Vários castelos, carnaval, lago artificial Blausteinsee, central elétrica, antigamente exploração das minas (hulha, zinco) e extração à superfície (lignite).